# Bambusové anály
Bambusové anály (čínsky v českém přepisu Ču-šu ťi-nien, pchin-jinem Zhúshū Jìnián, znaky zjednodušené 竹书纪年, tradiční 竹書紀年) také nazývány Anály ťi-čung (čínsky v českém přepisu Ťi-čung ťi-nien, pchin-jinem Zhúshū Jìnián, znaky zjednodušené 汲冢纪年, tradiční 汲冢紀年), jsou kronikou starověké Číny.
Začínají v nejranějších legendárních dobách (za Žlutého císaře) a zahrnují i dějiny Období válčících států (5. století př. n. l. - 221 př. n. l.), zčásti zaznamenává i historii státu Wej. Má 13 částí.
Původní texty byly pohřbeny s králem státu Wej, Siangem (zemřel 296 př. n. l.), a znovu objeveny v roce 281 n. l. (říše Západní Ťin). Kvůli tomu kronika přežila pálení knih císařem Čchin Š’-chuang-tim. Ostatní texty odhalené v téže hrobce zahrnovaly Kuo-jü, I-ťing a Příběh krále Mu. Byly zapsány na bambusové destičky, běžný materiál používaný pro psaní v období válčících států, od nichž se také odvíjí název kroniky.
Originální bambusový manuskript byl ztracen v průběhu dynastie Sung. Text byl šířen v čínské historii skrze různé kopie (mnohé byly neúplné). Na začátku 20. století Ču Jou-ccheng a Wang Kuo-wej při zkoumání citací v textech psaných před dynastií Sung odhalili velkou část staré verze. Je zde ještě jiná detailnější a úplná „nová“ verze tisknutá ve 14. století, která je mnoha odborníky odsuzována jako padělek, ale ostatní ji považují za velice autentickou verzi původního textu.
Bambusové anály jsou jedním z nejdůležitějších textů starověké Číny spolu s Cuovým komentářem, Šu-ťing a pozdějšími Zápisky historika.
Zajímavost: Podle studie publikované v r. 2022 se v kronice má nacházet nejstarší písemně zaznamenané pozorování polární záře (Phys.org, česky Sciencemag.cz).